# Acanthostelma
Acanthostelma – rodzaj roślin z rodziny akantowatych (Acanthaceae). Jest to takson monotypowy obejmujący tylko gatunek Acanthostelma thymifolium (Chiov.) Bidgood & Brummitt występujący w Somalii.